# Juan XII
Juan XII, nacido como Octaviano de Túsculo (Roma, 937 c. - 14 de mayo de 964) fue el papa 130.º de la Iglesia católica de 955 a 964, siendo electo con 18 años de edad, considerado el papa más joven de la historia.

## Familia
Conocido como El Papa Fornicario, Octaviano fue el hijo ilegítimo de Alberico II y, por tanto, nieto de Marozia (amante de Sergio III) y bisnieto de Teodora (esposa del senador romano Teofilacto I) que fueron muy influyentes durante el periodo conocido como la pornocracia.

## Pontificado
Octaviano fue impuesto por su padre Alberico II, que ostentaba el gobierno de facto de Roma, antes de su muerte en 954, y elegido papa tras la muerte de Agapito II.
Tenía en el momento de su elección menos de dieciocho años y una nula formación, tanto mundana como religiosa. Informes de su tiempo concuerdan con su desinterés por lo espiritual, su afición a placeres groseros y su vida disoluta sin inhibiciones. Al acceder al pontificado tomó el nombre de Juan XII.
Durante su pontificado, considerado como uno de los más nefastos de la historia de la Iglesia por la catadura moral del pontífice, el rey Berengario II de Italia intentó extender su soberanía sobre territorios de la Iglesia, lo que impulsó a Juan XII, en 960 a solicitar la ayuda del rey alemán Otón I, ofreciéndole como recompensa la corona imperial.
Otón penetra en Italia y toma Pavía, ciudad que ya había tomado durante el pontificado de Agapito II, pero en esta ocasión se dirige inmediatamente a Roma, donde es coronado emperador el 2 de febrero de 962, haciendo que tanto el papa como el pueblo romano les prestaran juramento de fidelidad. Con esta coronación nacía el Sacro Imperio Romano Germánico.

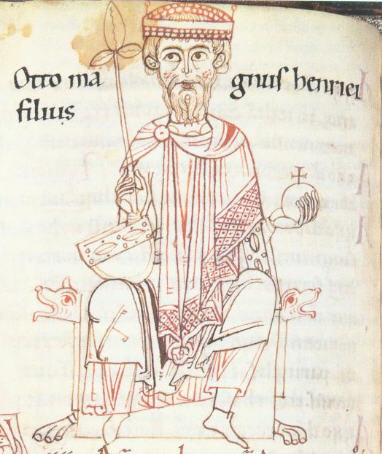
Otón el Grande.

Juan XII y Otón I rubricaron su alianza, el 13 de febrero de 962, en un documento conocido como  Privilegium Ottonianum por el cual el emperador confirmaba las donaciones territoriales hechas a la Iglesia desde el reinado de Pipino el Breve a cambio de la aplicación de la conocida Constitutio Lotharii, documento firmado en 824 por el papa Eugenio II y el emperador Lotario I y que establecía que ningún papa sería consagrado hasta que su elección hubiera sido aprobada por el emperador de Occidente, que el emperador ejercía el más alto poder judicial sobre Roma y donde se prestaba juramento de lealtad entre Roma y el Imperio.
Este pacto se mantuvo solo durante el tiempo que Otón permaneció en Roma, ya que cuando el emperador abandonó Italia, Juan XII, rompiendo su juramento de fidelidad, buscó alianzas con los bizantinos, los húngaros y los príncipes italianos para desembarazarse del flamante emperador.
Otón reacciona con una nueva marcha militar sobre Roma que obliga a Juan XII a huir de la ciudad. El emperador convocó un concilio en San Pedro el 4 de diciembre de 963 en el que, tomando declaración a cardenales, obispos, clérigos y laicos, estos acusaron a Juan de mofarse de la religión, invocar a los dioses paganos mientras jugaba a los dados, vender las consagraciones episcopales (incluso había nombrado obispo de Todi a un niño de diez años), así como de muchos otros vicios, pecados y delitos tan graves como el incesto, el perjurio, el homicidio y el sacrilegio. Tras emitirse una declaración jurada de estos testimonios, se solicitó por escrito a Juan que se personara en la asamblea para justificarse, pero este se negó y amenazó con excomulgar a quienes actuasen en su contra. Finalmente, a solicitud de los allí reunidos, Otón depuso al papa.
Inmediatamente después eligieron para sustituirlo al secretario del emperador, León, un seglar que recibió las órdenes sagradas ese mismo día y que tomó el nombre de León VIII.
Juan XII, que, en su huida, se había llevado los tesoros de la Iglesia, organizó un ejército con el que regresó a Roma en febrero de 964, una vez que Otón hubo regresado a Alemania, y convocó un concilio que declaró nula e inválida la elección del huido León VIII, dedicando los últimos días de su existencia a vengarse de sus opositores, lo que motivó que Otón regresara nuevamente a Roma, aunque cuando llegó el papa ya había fallecido.
En efecto, Juan XII murió el 14 de mayo de 964, según parece asesinado de un martillazo en la cabeza por un marido que había sorprendido al papa en el lecho de su mujer. Otra versión dice que murió de apoplejía en pleno acto sexual.

## Leyenda negra

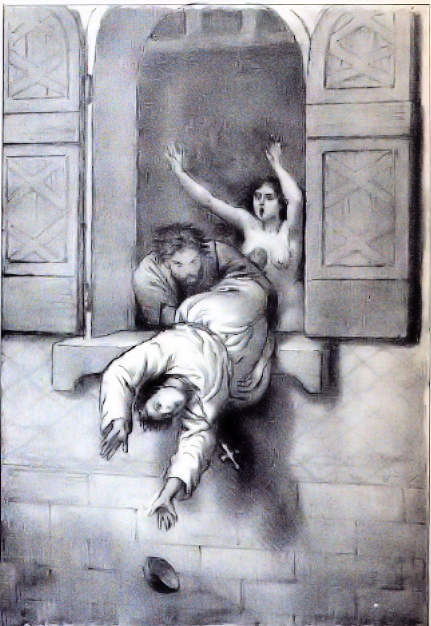
Ilustración de la muerte de Juan XII, 1861

El monje Benito de Soracte señaló en su volumen XXXVII que “le gusta tener una colección de mujeres”. 
Según Liutprando de Cremona en su Antapodosis, “testificaron sobre su adulterio, que no vieron con sus propios ojos, sin embargo, sabía con certeza: que él había fornicado con la viuda de Rainiero, con Estefanía la concubina de su padre, con la viuda Ana, y con su propia sobrina, y él hizo del palacio sagrado una casa de meretrices”. 
Según Chamberlin, Juan XII fue «un Calígula cristiano cuyos crímenes fueron particularmente horribles por el cargo que ocupó».

## Juan XII en la cultura popular
- La novela El burdel del papa de Emanuel Tomas se basa en su vida.
- En el libro Los papas y el sexo, Eric Frattini narra su leyenda negra.
- En la novela histórica Hierro y sangre se le menciona y habla de su juventud e inexperiencia.